# Ulica Józefa Piłsudskiego w Łukowie
Ulica Józefa Piłsudskiego – jedna z głównych ulic Łukowa. Biegnie przez śródmieście, w przybliżeniu z północy na południe, stanowiąc fragment jednej z najważniejszych arterii komunikacyjnych miasta. Ma długość ok. 700 m.

## Przebieg
Jest częścią drogi krajowej nr 63. W miejscu przejścia w ul. Siedlecką krzyżuje się od strony wschodniej z Alejami Tadeusza Kościuszki, które zapewniają dojazd z centrum Łukowa do dworca kolejowego. Ulica Piłsudskiego biegnie dalej przez śródmieście do skrzyżowania z ul. Warszawską, która jest częścią drogi krajowej nr 76 (w tym miejscu droga ta zaczyna bieg do Wilgi, w kierunku Garwolina), po czym przechodzi w ul. ks. kard. Stefana Wyszyńskiego.

## Ważniejsze obiekty zlokalizowane przy i w pobliżu ulicy
- Urząd Miasta Łuków i Starostwo Powiatowe w Łukowie (ul. Piłsudskiego 17[2][3])
- Kolegiata Przemienienia Pańskiego (pl. Gabriela Narutowicza 2[4])
- Muzeum Regionalne w Łukowie (ul. Piłsudskiego 19[5])
- Zabytkowy budynek z 1933 r. (ul. Piłsudskiego 28[6])